# George Lyttelton

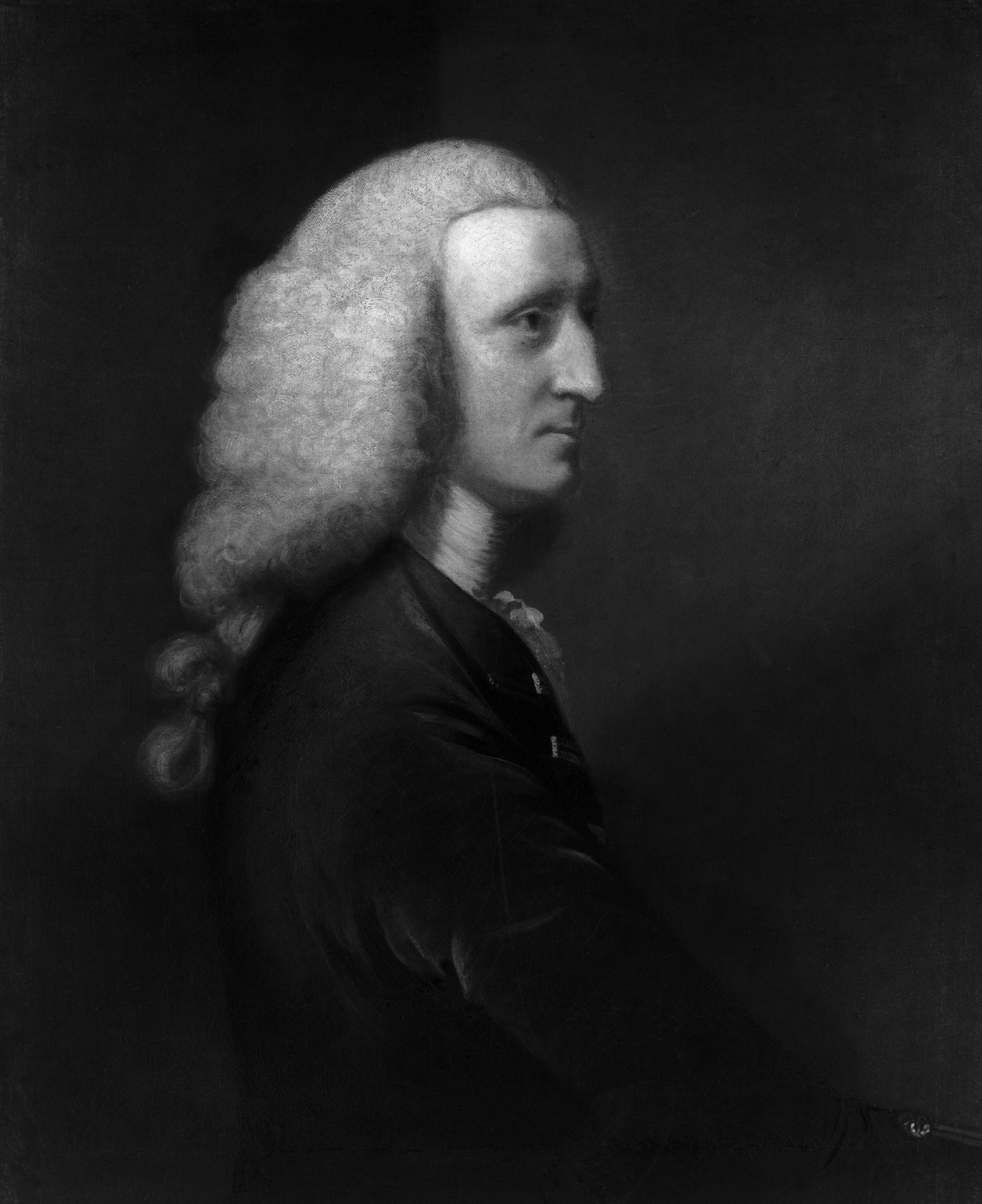
Lord Lyttelton, naar een schilderij van Benjamin West, 1774

George Lyttelton, 1e baron Lyttelton (Hagley, Worcestershire, 17 januari 1709 – 24 augustus 1773) was een Brits politicus, staatsman, mecenas en schrijver.
Hij werd geboren op het landgoed van zijn vader, John Lyttelton, en bezocht Eton College en de Universiteit van Oxford. Aansluitend ondernam hij de grand tour, waarna hij in de politiek ging. Hij werd gekozen in het Lagerhuis, waar hij deel uitmaakte van de oppositie ten tijde van Robert Walpole. In 1737 werd hij secretaris van Frederik, prins van Wales en in 1755 Chancellor of the Exchequer. In 1756 werd hij in de adelstand verheven. Hij overleed in 1773 op zijn landgoed in Hagley. Zijn oudste zoon Thomas volgde hem op als 2e baron.
Lyttelton was een vriend en begunstiger van Alexander Pope en van Henry Fielding, die zijn roman Tom Jones aan hem opdroeg. Ook steunde hij de Schotse dichter James Thomson, die zijn werk The Seasons aan hem opdroeg.
Zijn literaire werk omvat Monody (gedichten, 1747, ter nagedachtenis aan zijn vrouw), Dialogues of the Dead, een verzameling dodengesprekken waaraan ook Elizabeth Montagu meewerkte, en The History of the Life of Henry the Second, dat tussen 1767 en 1771 in vier delen verscheen.